# Сејшели на Светском првенству у атлетици на отвореном 2022.
Сејшели су учествовали на 18. Светском првенству у атлетици на отвореном 2022. одржаном у Јуџину  од 15. до 25. јула осамнаести пут, односно учествовали су на свим првенствима до данас. Репрезентацију Сејшела представљао 1 атлетичар који се такмичио у трци на 400 метара са препонама. , 
На овом првенству Сејшели нису освојили ниједну медаљу, нити је остварен неки резултат.

## Учесници
Мушкарци:
- Нед Аземија — 400 м препоне

## Резултати

### Мушкарце
| Атлетичар   | Дисциплина    | Лични рекорд | Квалификације | Квалификације | Полуфинале           | Полуфинале           | Финале               | Финале       | Детаљи |
| Атлетичар   | Дисциплина    | Лични рекорд | Резултат      | Место         | Резултат             | Место                | Резултат             | Место        | Детаљи |
| ----------- | ------------- | ------------ | ------------- | ------------- | -------------------- | -------------------- | -------------------- | ------------ | ------ |
| Нед Аземија | 400 м препоне | 49,82 НР     | 53,07         | 6. у гр. 3    | Није се квалификовао | Није се квалификовао | Није се квалификовао | 34 / 35 (37) |        |